# Oppeano
Oppeano (Opeàn in veneto) è un comune italiano di 10 404 abitanti della provincia di Verona in Veneto.

## Geografia fisica

### Territorio
Oppeano dista 22 chilometri da Verona, in posizione sud-est. Sul territorio comunale si sviluppano tre centri maggiori, Oppeano capoluogo (est, 3 234 abitanti), Ca' degli Oppi (nella parte centrale, 1 905 abitanti) e Vallese (ad ovest, 3 446 abitanti), oltre che alla frazione di Mazzantica (un tempo chiamata Mazzagatta, 510 abitanti), e alle località di Villafontana (ovvero parte della frazione Villafontana condivisa con Bovolone e Isola della Scala, 718 abitanti) e Bagnolo (sud-ovest).
Il comune è lambito dal fiume Bussè, Piganzo e Menago.

### Clima
Il clima è di tipo subtropicale umido Cfa con inverni freschi, con rare nevicate ma frequenti gelate notturne, ed estati calde e umide. La piovosità è modesta ma ben distribuita nel corso dell'anno, con un massimo estivo dovuto alle precipitazioni a carattere temporalesco.

## Storia
La presenza del bosco vicino al fiume aveva forse favorito i primi insediamenti: in questa zona sono stati infatti trovati alcuni resti di palafitte risalenti all'età del bronzo. Il ritrovamento di vasi chiusi da coperchio contenenti cenere e oggetti metallici fanno pensare alla presenza di varie necropoli. Molti dei materiali rinvenuti nei siti archeologici nei dintorni sono oggi esposti al Museo Archeologico Nazionale di Verona.
Gli oggetti trovati nelle necropoli attorno ad Oppeano sono oggi conservati in vari musei: sono stati rinvenuti anche un cinturone ed un elmo di bronzo (Elmo di Oppeano) del secondo periodo della civiltà atestina. Si tratta di un elmo particolarmente raro, caratterizzato dalla forma conica e dalle curiose decorazioni, dove è rappresentata una serie di cavalli ed uno strano quadrupede alato con la testa e le gambe anteriori di un uomo. Esso è conservato al Museo Archeologico Nazionale di Firenze, ma visibile in una fedele copia nella sala di rappresentanza del Municipio di Oppeano e al Museo Archeologico Nazionale di Verona.
Durante la prima guerra mondiale era presente, nella frazione di Ca' degli Oppi, un'aviosuperficie (aviosuperficie di Ca' degli Oppi) sede dell'XI Gruppo del Corpo Aeronautico del Regio Esercito.
Dal documentario Quei giorni di coraggio e di paura di Mauro Vittorio Quattrina, apprendiamo che durante la seconda guerra mondiale, all'interno di una corte agricola della frazione di Mazzantica, era presente un campo di lavoro per prigionieri alleati, gestito dal Regio Esercito fino al settembre 1943. Dopo l'armistizio la maggior parte dei prigionieri alleati fuggirono ma molti altri trovarono ulteriore ospitalità nelle famiglie contadine e rimasero nascosti fino alla resa italiana. Con il loro coraggio le famiglie veronesi scrissero una delle più belle pagine della "resistenza non armata"; proprio per questo la studiosa di POW - prison of war - neozelandese Susan Jacobs ha parlato di una "solidarietà contadina" che difficilmente avrebbe potuto manifestarsi con tanta forza in altre territorialità.

### Simboli
Lo stemma e il gonfalone del comune di Oppeano sono stati concessi con decreto del presidente della Repubblica del 6 dicembre 1976.
Il gonfalone è un drappo troncato di rosso e di bianco.

### Onorificenze
Oppeano è stato insignito del titolo di città con decreto del Presidente della Repubblica il 28 aprile 2011.

## Luoghi d'interesse

### Architetture religiose

#### Parrocchiale di Oppeano - XIX secolo

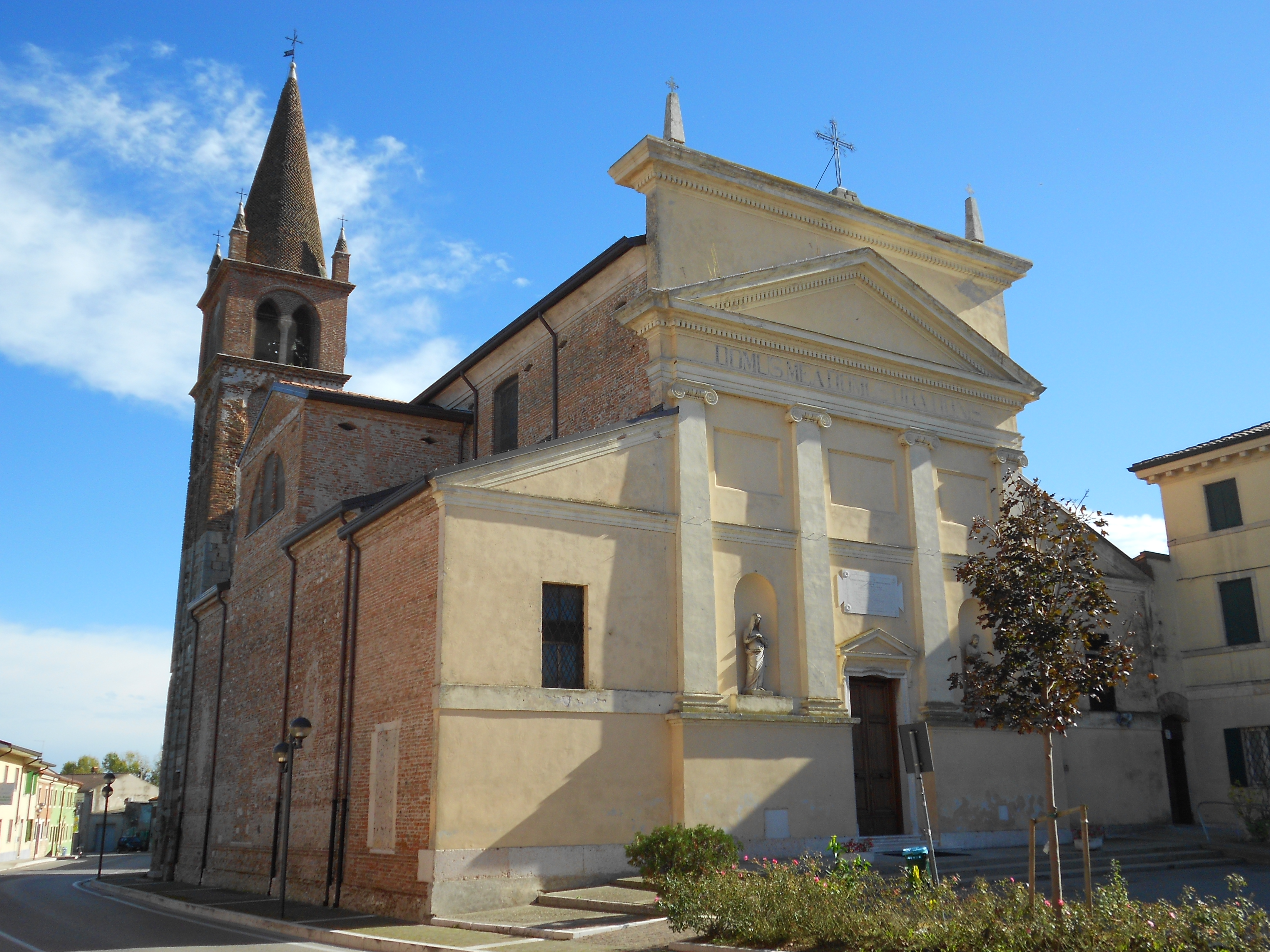
Chiesa di Oppeano

La chiesa attuale è del 1841, su una prima chiesa dell'XI secolo. Fu danneggiata nel XV e XVII secolo. L'altare maggiore è del 1631, il battistero del XV secolo.
All'interno, di Pasquale Ottino una Annunciazione e una Vergine del Rosario probabilmente di Felice Brusasorzi. Nell'area del coro un affresco di Giuseppe Resi.
Il papa Eugenio III scrive nel 1145: Plebem Opedani cum capellis et decimis, diventa pieve e parrocchia con arciprete nel 1460. Il campanile ospita al suo interno un prestigioso e storico concerto di 5 campane in tonalià FA#3 calante, realizzate nell'anno 1830 dal fonditore veronese Selegari Antonio.

### Ville
- Corte Domenicale Fracastoro - XVI secolo
- Corte Domenicale Baughi-Peccana - XVI secolo
- Corte Trambellarè - XVIII secolo
- Corte Carli alla Mortara - XVIII secolo

Villa Montara ha una facciata sormontata da un grande timpano, una cappella che si affaccia sul muro di cinta. La facciata contiene una decorazione con sei lesene doriche che sostengono un fregio ornato da metope e triglifi, e un timpano triangolare ornato da statue.
- Corte Mocenigo - XVIII secolo
- Corte Domenicale Turco - XVIII secolo
- Villa Altichieri - XIX secolo

### Fortificazioni
- Castrum Euppedanum - VII secolo

Nasce come campo trincerato, che verrà rinforzato con un castello in comunale. Rimane solo la piazza ed una torre modificata.

## Società

### Evoluzione demografica
Abitanti censiti

## Cultura

### Manifestazioni
- La mascherina d'argento

Festival carnevalesco di Oppeano si tiene presso le scuole medie del paese nel periodo di febbraio/marzo, presentato dal comitato benefico carnevalesco di Oppeano con la "presentatrice" Elvira (Alessio Todeschini).
- Festival dello sport

Festival che si tiene ad Oppeano e che prevede varie discipline sportive. È aperto a giovani e adulti.

## Economia
Fa parte dell'area di produzione del riso Nano Vialone Veronese che viene coltivato su terreni della pianura veronese irrigati con acqua di risorgiva. Fa parte dell'area di produzione del mobile classico, poiché sono presenti numerose aziende artigiane del settore. 
Nel 1986 sul territorio comunale, nella frazione di Vallese, è stata fondata la multinazionale dell'abbigliamento Calzedonia. Qui la ditta mantiene i suoi magazzini ed uno spaccio, con annesso outlet.
A Oppeano ha anche sede il gruppo Aldi Italia, il maggiore gruppo discount tedesco con il suo nuovo centro logistico.

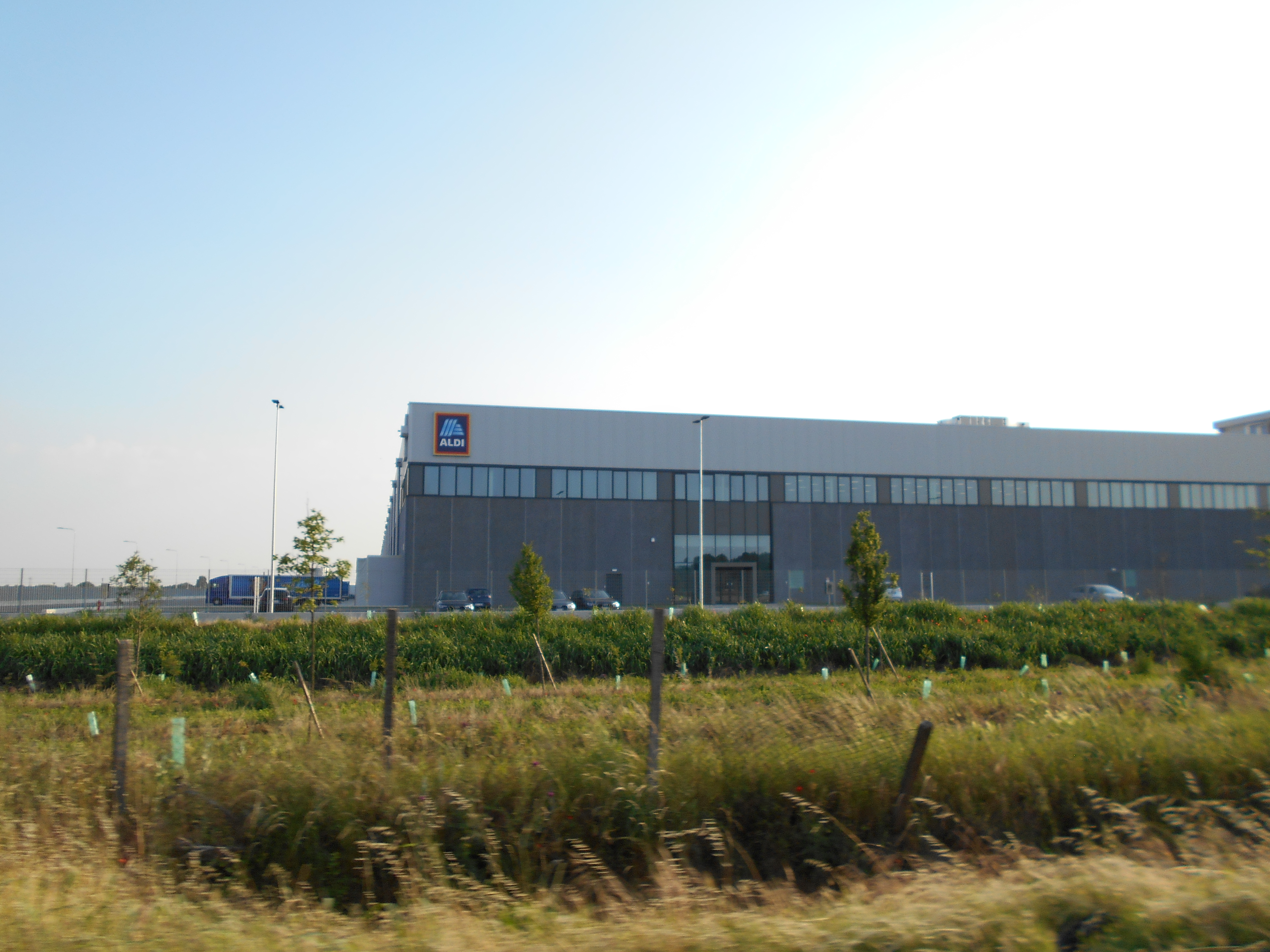
Aldi, centro logistico

## Amministrazione
Il comune fa parte del movimento patto dei sindaci 
| Periodo        | Periodo        | Primo cittadino         | Partito                                           | Carica                  | Note          |
| -------------- | -------------- | ----------------------- | ------------------------------------------------- | ----------------------- | ------------- |
| marzo 1988     | luglio 1990    | Francesco Bonizzi       | Democrazia Cristiana                              | Sindaco                 | [ 9 ]         |
| luglio 1990    | luglio 1994    | Graziano Galbero        | Democrazia Cristiana                              | Sindaco                 | [ 10 ]        |
| luglio 1994    | novembre 1994  | Gerardino Mattia        |                                                   | Commissario prefettizio | [ 11 ] [ 12 ] |
| aprile 1995    | giugno 1999    | Gianfranco Quinto       | Lega Nord                                         | Sindaco                 | [ 13 ]        |
| giugno 1999    | settembre 2003 | Gianfranco Quinto       | Lega Nord                                         | Sindaco                 | Dimissioni    |
| settembre 2003 | giugno 2004    | Arnaldo Antonio Anselmi |                                                   | Commissario Prefettizio | [ 15 ] [ 16 ] |
| giugno 2004    | giugno 2009    | Alessandro Montagnoli   | Lega Nord                                         | Sindaco                 | [ 17 ]        |
| giugno 2009    | maggio 2014    | Alessandro Montagnoli   | Lega Nord                                         | Sindaco                 | [ 18 ]        |
| maggio 2014    | maggio 2019    | Pietro Luigi Giaretta   | Lega Nord                                         | Sindaco                 |               |
| maggio 2019    | giugno 2024    | Pietro Luigi Giaretta   | Lega per Salvini Premier                          | Sindaco                 |               |
| giugno 2024    | In carica      | Luca Faustini           | Fratelli d'Italia- Forza Italia+ Civica AmOppeano | Sindaco                 |               |

### Gemellaggi
- Montegranaro
- Mereto di Tomba
- Croviana